# Louis Silvers

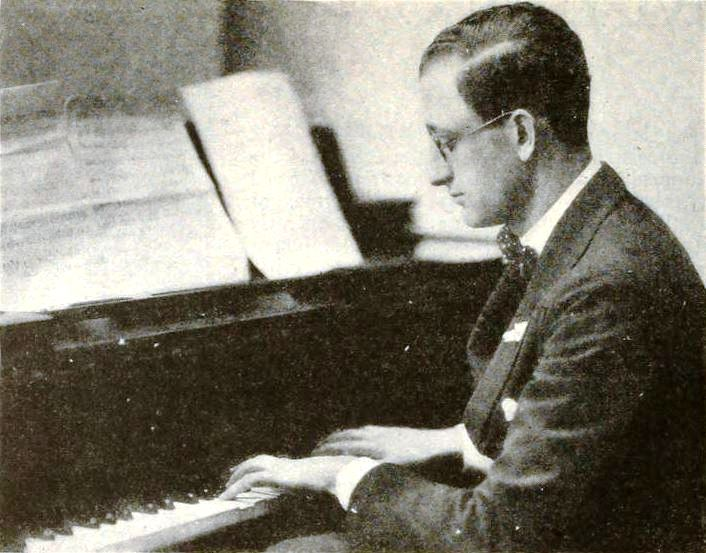
Louis Silvers (1921)

Louis Silvers (* 6. September 1889 in New York City, New York; † 26. März 1954 in Hollywood, Kalifornien) war ein US-amerikanischer Komponist von Filmmusik, der bei der Oscarverleihung 1935 den Oscar für die beste Filmmusik erhielt.

## Leben
Silvers, der zeitweise mit der Filmschauspielerin Janet Adair verheiratet war, war bereits als Komponist des Lieds „Mother of Mine, I Still Have You“ sowie Dirigent des Filmorchesters am ersten Tonfilm Der Jazzsänger (1927) beteiligt. Im Laufe seiner Karriere in der Filmwirtschaft Hollywoods war er an fast 300 Filmen beteiligt sowie mehrere Jahre musikalischer Direktor des Lux Radio Theater.
Bei der Oscarverleihung 1935 erhielt er zusammen mit Victor Schertzinger und Gus Kahn für das Studio Music Department von Columbia Pictures den Oscar für die beste Filmmusik in One Night of Love (1934). Danach folgten noch drei weitere Oscar-Nominierungen in der Kategorie beste Musik und zwar 1938 für das Studio Music Department von 20th Century Fox für Chicago (1938), 1939 für Suez (1938) sowie zuletzt bei der Oscarverleihung 1940 für Swanee River (1939).
Von ihm stammte unter anderem auch die Musik zu den Filmen Weary River (1929), Disraeli (1929), Es geschah in einer Nacht (1934), Mr. Deeds geht in die Stadt (1936), Heidi (1937) und Die kleine Prinzessin (1939). Er arbeitete im Laufe seiner Karriere mit Filmregisseuren wie Frank Lloyd, Henry King, Allan Dwan, Frank Capra, Alfred E. Green, Victor Schertzinger, Sidney Lanfield und Walter Lang.

## Filmografie (Auswahl)
- 1920: Weit im Osten (Way Down East)
- 1924: Ist das Leben nicht wunderschön? (Isn't Life Wonderful?)
- 1925: Sally vom Jahrmarkt (Sally of the Sawdust)
- 1927: Der Jazzsänger (The Jazz Singer)
- 1929: Weary River
- 1929: Disraeli
- 1930: Hölle hinter Gittern (The Big House)
- 1931: Die Frau meines Freundes (Other Men's Women) (Orchesterleiter)
- 1930: The Green Goddess
- 1934: Es geschah in einer Nacht (It Happened One Night)
- 1934: Das leuchtende Ziel (One Night of Love)
- 1934: Schwarzer Mond (Black Moon)
- 1935: Stadtgespräch (The Whole Town’s Talking)
- 1935: Das schwarze Zimmer (The Black Room)
- 1935: Love Me Forever
- 1936: Mr. Deeds geht in die Stadt (Mr. Deeds Goes To Town)
- 1937: Heidi
- 1937: Ali Baba geht in die Stadt (Ali Baba Goes to Town)
- 1938: Chicago (In Old Chicago)
- 1938: Vier Mann – ein Schwur (Four Men and a Prayer)
- 1938: Suez
- 1938: Die goldene Peitsche (Kentucky)
- 1939: Damals in Hollywood (Hollywood Calvacade)
- 1939: Fräulein Winnetou (Susannah of the Mounties)
- 1939: Jesse James, Mann ohne Gesetz (Jesse James)
- 1939: Der junge Mr. Lincoln (Young Mr. Lincoln)
- 1939: Die kleine Prinzessin (The Little Princess)
- 1939: Swanee River